# L'Étoile mystérieuse
Vous lisez un « bon article » labellisé en 2021.
Pour la manche d'un jeu télévisé, voir Les Douze Coups de midi (L'Étoile Mystérieuse).
Ne doit pas être confondu avec L'Île mystérieuse.
L'Étoile mystérieuse est un album de bande dessinée, le dixième des Aventures de Tintin, créées par le dessinateur belge Hergé. L'histoire est d'abord publiée quotidiennement en noir et blanc dans le journal Le Soir, du 20 octobre 1941 au 22 mai 1942, pendant l'occupation allemande de la Belgique, avant d'être éditée en album chez Casterman au mois de novembre suivant. C'est d'ailleurs le premier album de la série à paraître directement en couleurs.
Dans cette aventure, Tintin, Milou et le capitaine Haddock accompagnent une équipe de savants européens, rassemblés autour du professeur Calys, dans une expédition vers l'océan Arctique, où s'est écrasé un aérolithe contenant un métal inconnu. Un autre navire, soutenu par un puissant banquier originaire de l'État fictif du Sao Rico, se lance à son tour dans la course, n'hésitant pas à utiliser tous les moyens pour s'arroger la propriété de l'aérolithe.
Récit apocalyptique situé aux frontières du réel, L'Étoile mystérieuse marque l'irruption du fantastique dans la série. L'atmosphère oppressante est mise en place dès les premières pages de l'album, par la menace d'un cataclysme imminent, et se prolonge en toile de fond du récit dans l'image cauchemardesque d'une araignée géante que Tintin devra finalement affronter après l'avoir rêvée.
Salué pour la tension permanente du récit et la mise en scène de ces phénomènes étranges, l'album vaut cependant à Hergé de recevoir de vives critiques, notamment à la Libération. Il constitue selon Benoît Peeters une « pièce à charge majeure » contre le dessinateur quant à son attitude ambiguë sous l'Occupation, accusé d'antiaméricanisme et surtout d'antisémitisme. Le banquier qui finance l'expédition concurrente de celle de Tintin, d'abord appelé « Blumenstein » dans l'édition originale avant d'être renommé « Bohlwinkel » à la suite d'une retouche en 1954, est en effet dessiné selon les codes des caricatures antisémites de l'époque. De même, une vignette caricaturant deux commerçants juifs est retirée avant même la première impression en album.

## L'histoire

### Résumé
«  Calystène » redirige ici. Ne pas confondre avec Callisthène ni Callisthène de Sparte.
Intrigué par l'apparition d'une nouvelle étoile dans la Grande Ourse, Tintin se rend à l'observatoire où il rencontre le professeur Hippolyte Calys. Celui-ci lui apprend qu'il s'agit d'une gigantesque météorite qui s'apprête à entrer en collision avec la Terre, entraînant ainsi la fin du monde. Le collaborateur du professeur s'est pourtant trompé dans ses calculs : la météorite n'a pas heurté la Terre mais on apprend qu'un fragment de celle-ci est tombé dans l'océan Arctique. Le professeur Calys, grâce à une photographie spectroscopique, y détecte la présence d'un métal inconnu qu'il nomme le « calystène ». Avec le soutien financier du Fonds européen de recherches scientifiques (FERS) et le concours de Tintin, il organise une expédition qui rassemble plusieurs scientifiques européens à bord de l'Aurore, tandis que le capitaine Haddock prend le commandement du navire.

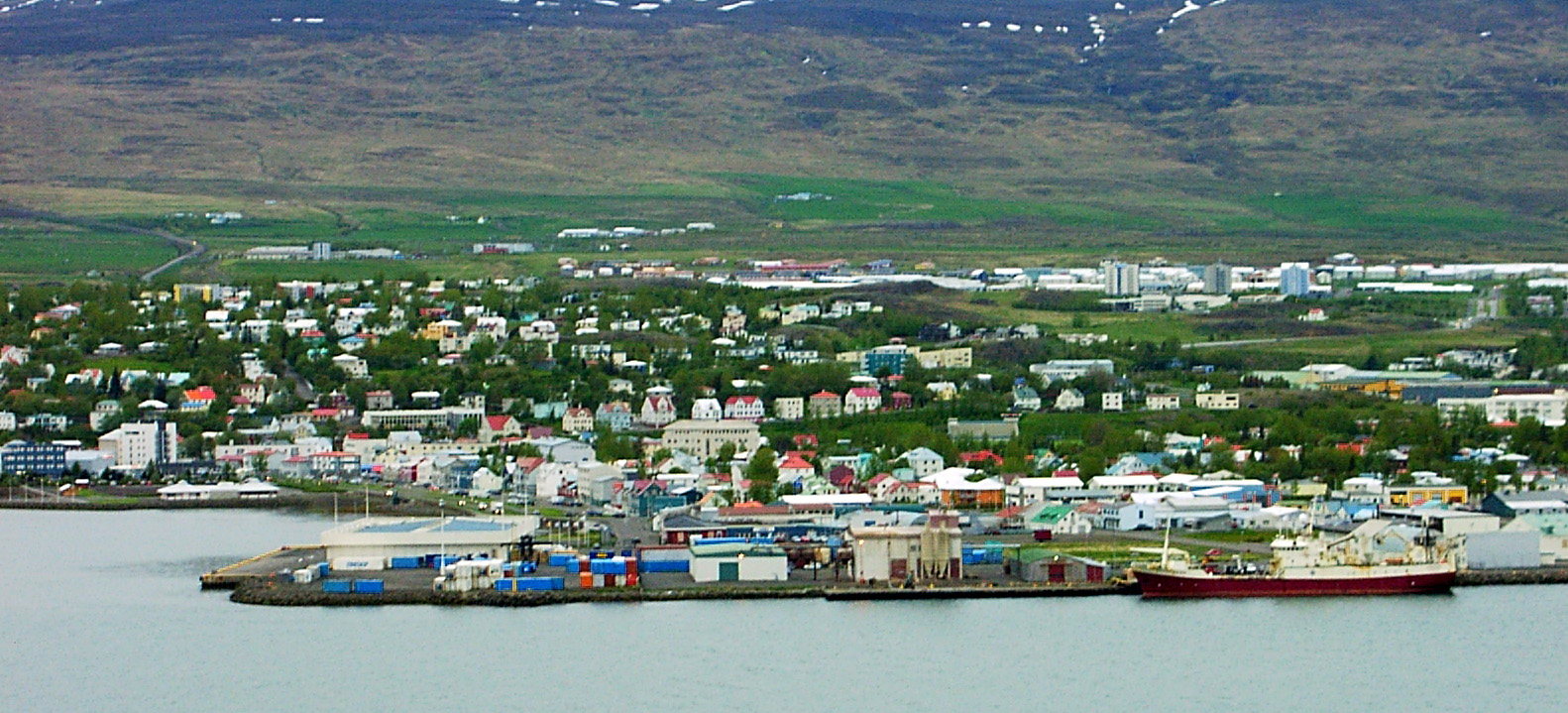
Akureyri, port au nord de l'Islande, dans l'Eyjafjörður.

Le professeur Calys n'est cependant pas le seul à s'intéresser à l'aérolithe : la banque Bohlwinkel, basée au Sao Rico, finance une expédition concurrente à bord du Peary. Prête à tout pour parvenir à ses fins, elle fomente plusieurs coups-bas contre l'équipage de Tintin. Dans un premier temps, dans le Dogger Bank, situé au large des côtes britanniques, l'Aurore manque d'être éperonnée par le SS Kentucky Star, bateau à vapeur au service de Bohlwinkel. Tintin et ses compagnons sont ensuite immobilisés à Akureyri en Islande, à la suite d'une prétendue pénurie de mazout, mais ils parviennent à repartir grâce à l'aide du capitaine Chester, vieille connaissance du capitaine Haddock. Enfin, ils se détournent de leur route à la suite d'un faux appel de détresse du Vilnaranda, bateau qui n'existe pas.
Malgré toutes ces péripéties et l'avance prise par le Peary, Tintin prend possession de l'aérolithe en premier, qu'il atteint à bord d'un hydravion. En attendant que le reste de l'expédition puisse le rejoindre, le héros doit rester sur ce nouvel élément qui présente des particularités étranges : tout être vivant, à l'exception de Tintin et Milou, grandit démesurément à son contact. C'est d'abord un champignon, puis un pommier, un papillon et une araignée qui subissent ce sort. Mais bientôt l'aérolithe s'enfonce dans l'océan : Tintin s'en échappe de justesse et réussit à sauver un échantillon du précieux minerai.

### Personnages

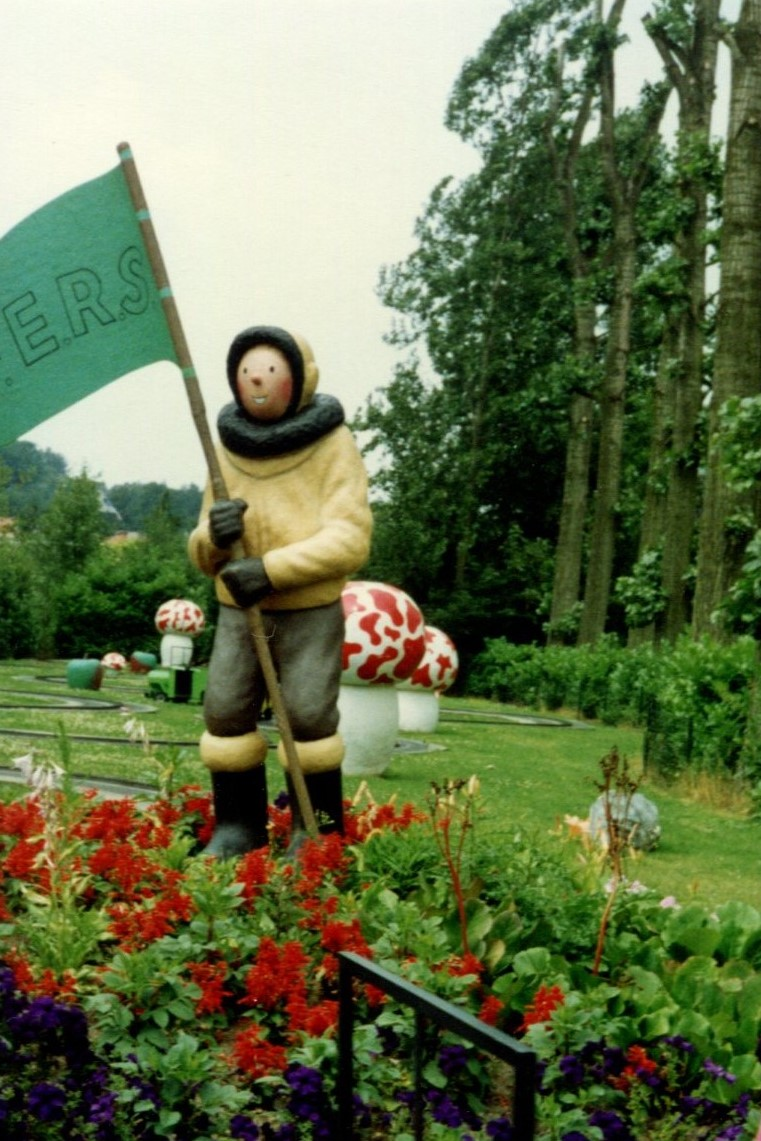
Une reconstitution de l'arrivée de Tintin sur l'aérolithe au parc Walibi Belgium en 1992.

Le capitaine Haddock effectue sa deuxième apparition consécutive dans la série après Le Crabe aux pinces d'or. Il retrouve ici pleinement son statut de capitaine de navire. Les expressions « mille sabords » et « tonnerre de Brest », indissociables du personnage, apparaissent dans cet album, à deux cases d'intervalle. Récemment élu président d'honneur de la Ligue des marins antialcooliques, il fait pourtant embarquer des caisses de whisky dans l'Aurore et ne peut refuser d'ajouter ce breuvage dans son eau minérale quand son ami de toujours, le capitaine Chester, lui en propose. Ce dernier fait sa seule apparition dans cette aventure, bien qu'il soit mentionné dans plusieurs albums suivants. C'est lui qui permet le ravitaillement en mazout de l'Aurore, alors que la Golden Oil, financée par la même banque que le Peary, refuse de le faire.

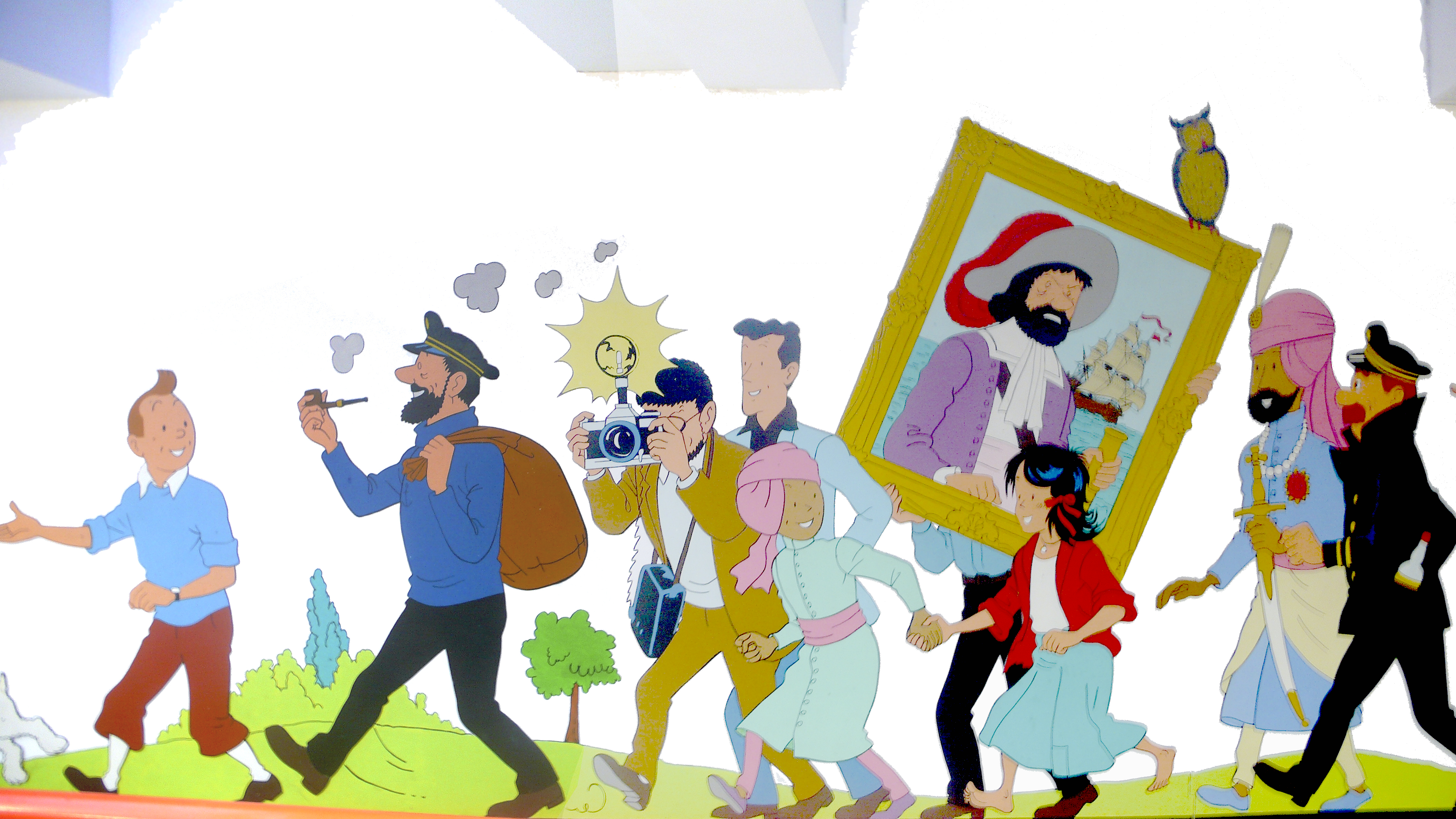
Le capitaine Chester (premier personnage à droite) est l'ami du capitaine Haddock.

L'astronome Hippolyte Calys est l'un des principaux personnages de l'album car c'est lui qui découvre, par ses observations, l'imminence de la catastrophe et la présence dans l'aérolithe d'un métal inconnu auquel il donne son nom, le calystène. Sa renommée semble lui importer tout autant que les progrès de la science et il apparaît comme « un personnage archiborné et, surtout, insondablement mégalomane », selon le mot du critique Jan Baetens. Autour de lui, Hergé constitue une équipe de savants européens : le Suédois Erik Björgenskjöld[réf. incomplète], le Portugais Pedro Joãs Dos Santos, physicien de l'université de Coimbra, l'Espagnol Porfirio Bolero y Calamares de l'université de Salamanque, l'Allemand Otto Schulze de l'université d'Iéna et le Suisse Paul Cantonneau de l'université de Fribourg,. Hormis le professeur Calys et Otto Schulze, ces savants proviennent de pays neutres. L'équipage est complété par le cuisinier Van Damme, qui s'échine à lutter contre la gourmandise de Milou.
Monsieur Bohlwinkel est le puissant directeur d'une banque de l'État fictif du Sao Rico qui est prêt à tout pour mettre la main sur l'aérolithe et prendre possession du calystène, le métal inconnu qui lui assurerait de fabuleuses retombées financières. C'est lui qui finance l'expédition du Peary et envoie des ordres à différents agents pour retarder le navire de Tintin.
Autre personnage notable de l'aventure, le prophète Philippulus est l'ancien collaborateur du professeur Calys. Devenu fou, il se rêve en prophète annonçant le châtiment à venir et tente à plusieurs reprises de faire exploser l'Aurore. Il est finalement reconduit à l'asile. Il apparaît dans une trentaine de cases de l'album.

### Emplacement de l'aérolithe
L'emplacement précis de l'aérolithe est indéterminé. Dans le communiqué radio diffusé quand il se trouve à l'observatoire, Tintin apprend que l'aérolithe a chuté dans l'océan Arctique. Il a été détecté par la station polaire du Cap Morris, sur la côte septentrionale du Groenland. Puis, lors de l'expédition, le capitaine Haddock pense qu'il se situe dans un secteur compris entre le 73e et le 78e parallèle nord d'une part, entre le 13e et le 8e méridien ouest d'autre part. Yves Horeau, spécialiste de l'œuvre d'Hergé, estime que l'aérolithe est tombé dans une zone de mer située à mi-chemin entre le pôle Nord et l'île Spitzberg.

## Création de l'œuvre

### Contexte d'écriture

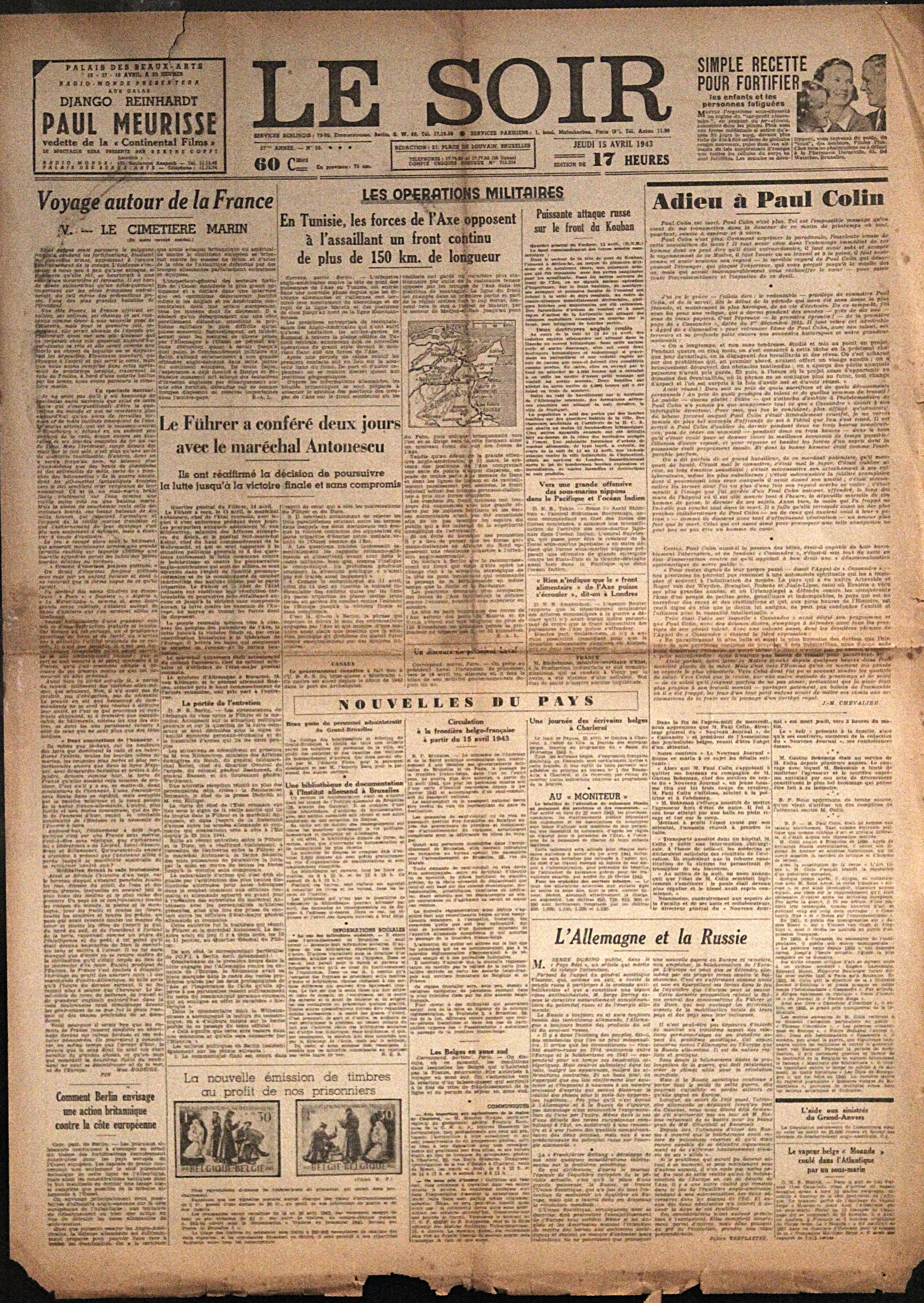
Le Soir (ici du 15 avril 1943) dans lequel paraît L'Étoile mystérieuse.

La Belgique subit l'occupation de son territoire par l'Allemagne depuis le 28 mai 1940, mais d'un point de vue artistique, ce contexte de guerre constitue un certain « âge d'or » de la création. Pour Hergé comme pour de nombreux artistes et écrivains, c'est le temps de « l’accommodation » qui commence et cette période est particulièrement prolifique, comme le révèlent « la qualité, la richesse et l'abondance de leur travail ». L'invasion allemande entraîne la disparition du Petit Vingtième et, de fait, la parution de Tintin au pays de l'or noir est interrompue. Au mois d'octobre 1940, Hergé rejoint Le Soir, dont la diffusion se poursuit sous l'impulsion de journalistes collaborateurs comme le nouveau rédacteur en chef Raymond De Becker, et avec l'accord de la propagande nazie, qui entend se servir du quotidien comme d'« un instrument privilégié de pénétration de l'opinion publique ». Le Crabe aux pinces d'or est la première histoire qu'Hergé fait paraître dans les colonnes du Soir et marque l'apparition d'un nouveau personnage, le capitaine Haddock.
L'attitude qu'adopte Hergé sous l'occupation est jugée ambiguë et lui vaut de nombreuses critiques après la guerre. En acceptant de travailler pour un journal considéré comme « volé » par une partie de l'opinion, l'auteur cherche avant tout à développer ses créations artistiques en profitant de l'absence de concurrence française à cette période pour s'imposer. Son intérêt est financier : à cette époque, « le journal est roi, les livres sont chers » comme le souligne Benoît Peeters, et le dessinateur ne peut se contenter des droits que lui paie Casterman pour la vente de ses albums. Pour Hergé, le rayonnement de son œuvre compte plus qu'une certaine éthique et de fait, il semble indifférent aux événements de son époque, comme il le déclare des années plus tard à Numa Sadoul : « La guerre semblait bien finie pour nous [les Belges]. Aussi n'ai-je pas eu de scrupules à collaborer à un journal comme Le Soir : je travaillais, un point c'est tout, comme travaillait un mineur, un receveur de tram ou un boulanger ! »
Plusieurs de ses actes renforcent l'ambiguïté de sa situation. Il intervient notamment auprès des autorités allemandes afin d'obtenir un supplément de papier et de maintenir ainsi la production de ses albums chez Casterman. Par ailleurs, au début de l'année 1941, il accepte d'illustrer les Fables de Robert de Vroylande, dont l'un des textes, intitulé « Les deux juifs et leur pari » apparaît clairement comme antisémite. Le dessin réalisé par Hergé l'est tout autant, reprenant les codes des caricatures antisémites du moment, comme celles que publie son ami Paul Jamin dans le Brüsseler Zeitung.
C'est dans ce contexte que nait L'Étoile mystérieuse, dont Hergé avait consigné plusieurs éléments du scénario dans ses carnets au moment de la rédaction du Sceptre d'Ottokar en 1938. L'intrigue bénéficie également du rapprochement de l'auteur avec le peintre et journaliste Jacques Van Melkebeke, membre comme lui de la rédaction du Soir et qui l'assiste lors de la création du Soir-Jeunesse en octobre 1940.

### Sources et inspiration

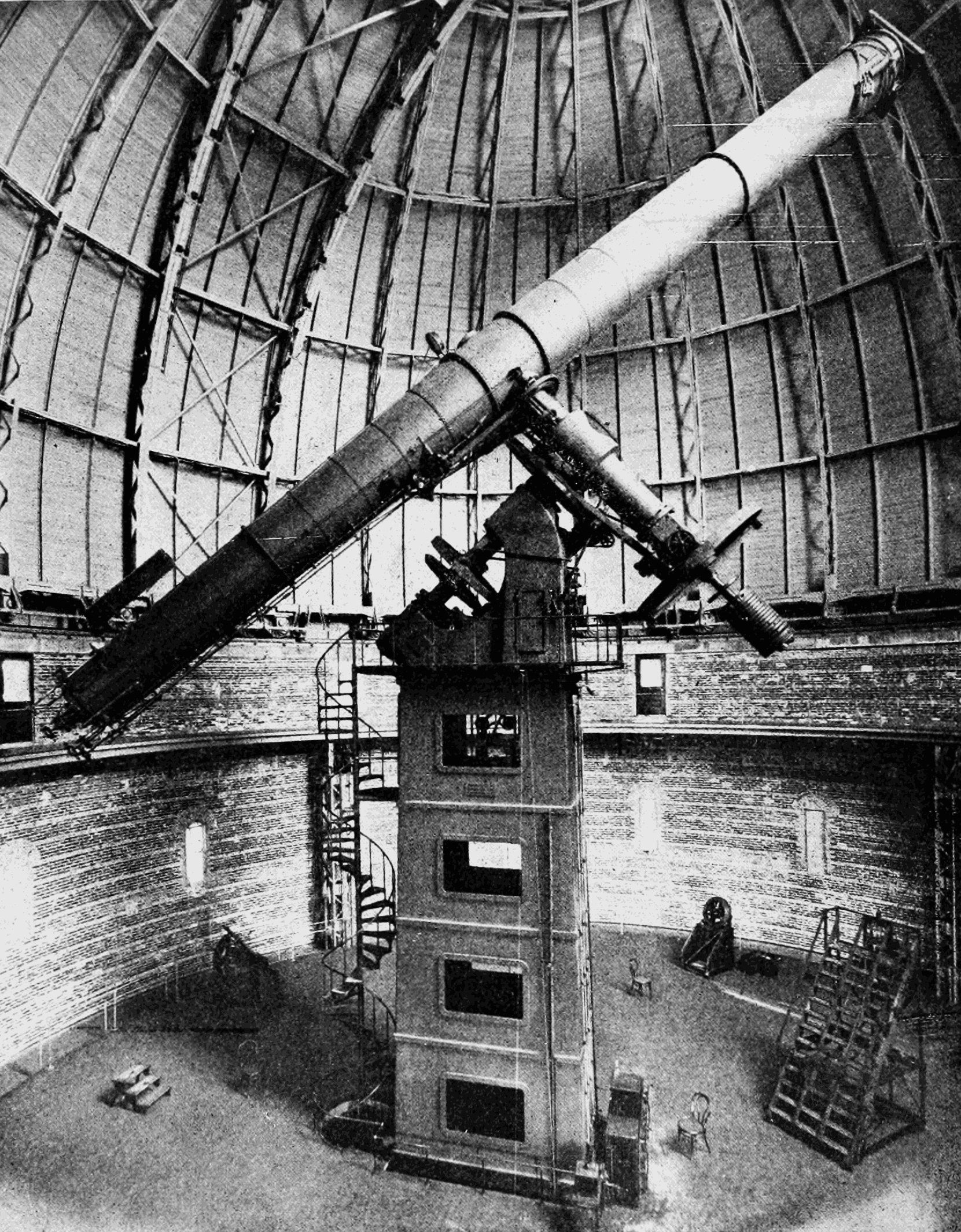
L'intérieur de la coupole de l'observatoire Yerkes

Fidèle à son habitude, Hergé s'appuie sur une riche documentation pour réaliser son album. Il sollicite notamment l'aide de son ami Bernard Heuvelmans pour recueillir des informations sur la désintégration de la matière, ce qui ne l'empêche pas de commettre quelques erreurs ou approximations dans le domaine scientifique. Il en est ainsi de l'Aurore qui transporte Tintin et les autres membres de l'expédition : réalisé sans maquette et sans modèle, ce navire serait incapable de flotter une fois mis à l'eau. Hergé lui-même regrette cette erreur, comme il le confiera des années plus tard lors d'un entretien avec Numa Sadoul,. Sur le plan scientifique, l'album comporte plusieurs autres inexactitudes. Selon les spécialistes, ni une comète ni un astéroïde ne peuvent être responsables de la forte hausse de la température ressentie par les personnages au début de l'histoire, ce que seule une naine blanche peut entraîner. De même, il parait impossible que l'aérolithe puisse flotter en mer : celui-ci s'enfoncerait aussitôt dans la croûte terrestre et provoquerait un raz de marée d'une puissance cataclysmique,.
Si Hergé s'inspire de l'observatoire royal de Belgique, situé à Uccle, pour dessiner celui de l'album, la grande lunette astronomique est une copie de celle de l'observatoire Yerkes.

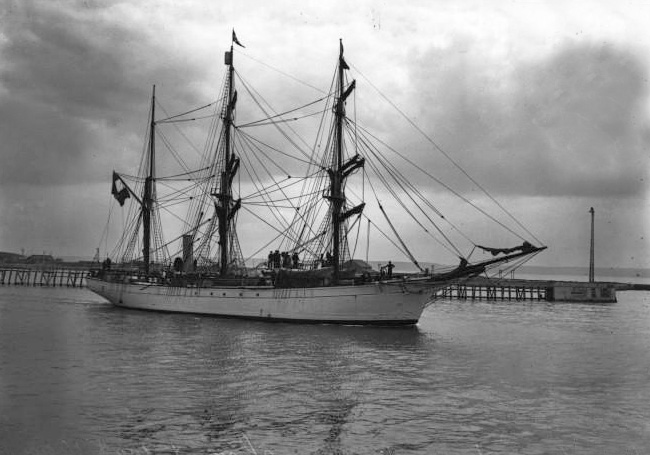
Le Pourquoi Pas ? IV sert de modèle au Peary.

Les noms des différents bateaux présentés dans l'album sont inspirés de noms réels. Ainsi, Hergé reprend le nom du Sirius, le premier navire à vapeur à traverser l'Atlantique en 1838, en reliant Cork à New York, pour baptiser le chalutier du capitaine Chester. De son côté, le Peary, navire concurrent de l'Aurore, doit son nom à l'explorateur américain Robert Peary, célèbre pour avoir effectué des expéditions à travers le Groenland et à la recherche du pôle Nord, une découverte pour laquelle il se trouvait en concurrence avec Frederick Cook. Selon Yves Horeau et Jacques Hiron, le dessin du Peary a pour modèle le Pourquoi Pas ? IV, le navire d'exploration polaire du commandant Jean-Baptiste Charcot qui fait naufrage en 1936 au large de l'Islande et dont une photographie figure parmi les archives personnelles d'Hergé.
L'hydravion de reconnaissance dans lequel Tintin prend place pour survoler l'aérolithe est un appareil allemand, un Arado Ar 196,, pièce maîtresse de la Kriegsmarine.
Sur le plan littéraire, les nombreuses références à l'univers de Jules Verne sont dues aux échanges entre Hergé et Jacques Van Melkebeke son collègue du Soir, ce dernier possédant une culture littéraire encyclopédique dont est dépourvu le dessinateur. Le scénario de L'Étoile mystérieuse partage de nombreux points communs avec un roman de l'écrivain français, La Chasse au météore, dans lequel des astronomes américains se disputent la paternité de la découverte d'une météorite,. De même la présence des champignons géants sur l'aérolithe semble inspirée du roman Voyage au centre de la Terre mais également d'une péripétie de la nouvelle Une fantaisie du docteur Ox,, tandis que l'épisode de l'araignée qui passe devant l'objectif du télescope, provoquant l'effroi de Tintin, rappelle un gag du roman Hector Servadac. Herr Doktor Otto Schulze de l'université d'Iéna rappelle le professeur Schultze de l'université d'Iéna dans Les Cinq Cents Millions de la Bégum. Hergé semble aussi s'inspirer de l'illustration par Léon Benett du docteur Schultze pour représenter Otto Schulze.
Par ailleurs, sous les traits du prophète Philippulus, Hergé semble railler son ami de jeunesse Philippe Gérard, ancien camarade de scoutisme, qui « venait de lui prédire les pires ennuis s'il persistait dans sa position équivoque au Soir ». L'échange entre les deux hommes entraîne d'ailleurs leur brouille définitive.

### Apparitions et clins d'œil

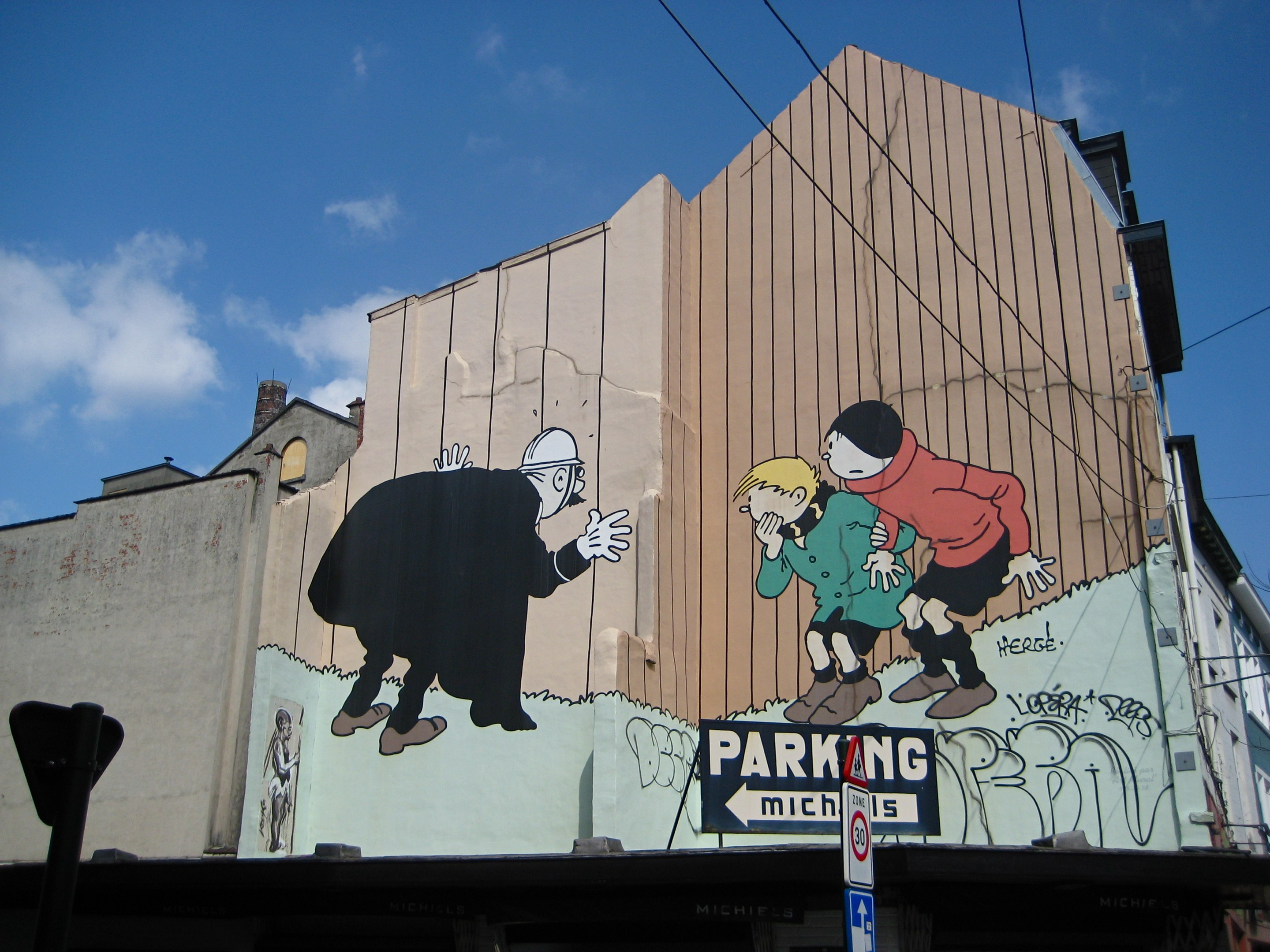
Quick et Flupke, autres personnages d'Hergé, apparaissent dans cet album.

Par le rappel de personnages des précédents albums, Hergé introduit des éléments de cohérence entre chaque récit afin de donner à son œuvre une « apparence massive, compacte et cohérente ». En cela, il utilise le même procédé que de grands auteurs du XIXe siècle, comme Honoré de Balzac et sa Comédie humaine. Ainsi, bien qu'ils ne jouent aucun rôle majeur dans cette aventure, les détectives Dupond et Dupont y font tout de même une apparition : Hergé les dessine parmi la foule nombreuse qui se presse pour assister au départ de l'Aurore, comme de simples figurants,. En ce qui les concerne, L'Étoile mystérieuse se démarque donc du reste de la série, puisqu'ils ne sont présents que dans une seule case. Exceptés Tintin au Tibet et Vol 714 pour Sydney, desquels ils sont absents, il s'agit là de leur participation la plus réduite depuis leur première apparition dans Les Cigares du pharaon.

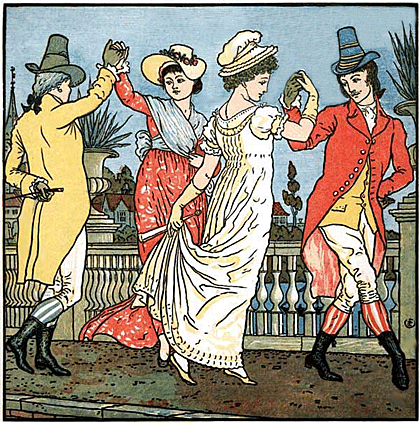
Tintin entonne Sur le pont d'Avignon, ici illustrée par Walter Crane.

Dans la même vignette, Hergé dessine les personnages de Quick et Flupke, se rendant eux aussi au port pour ne pas manquer le départ de l'expédition. C'est une manière pour le dessinateur de mélanger les univers de ses différentes séries et ce n’est pas le seul album de Tintin où ils apparaissent. Par ailleurs, Hergé effectue un clin d'œil à la tradition populaire : lorsque Tintin, après avoir passé une nuit sur l'aérolithe, voit revenir l'hydravion pour lui porter secours, il entonne la célèbre chanson enfantine Sur le pont d'Avignon et se met à danser.

## Parution et traductions

### Prépublication et parution en album
Le 18 octobre 1941, la publication du Crabe aux pinces d'or s'achève dans Le Soir. La veille, le quotidien publie en première page un dessin d'Hergé montrant Tintin et Milou surpris par l'éclat d'une étoile. Le lendemain, une nouvelle annonce illustrée informe les lecteurs du contenu de la prochaine aventure du héros : « Une étoile mystérieuse est apparue… Que va-t-il arriver ? Suivez à partir de demain Les Nouvelles Aventures de Tintin et Milou ». La publication de L'Étoile mystérieuse commence donc le 20 octobre 1941 sous la forme d'un feuilleton quotidien dans Le Soir. L'histoire paraît en noir et blanc et chaque épisode prend la forme d'un strip numéroté, c'est-à-dire une bande d'environ quatre cases qui correspond environ aux deux-tiers d'une planche d'album. Hergé référence chacune de ces bandes en inscrivant un H suivi de son numéro d'ordre en bas à droite de la dernière case. Méthodiquement, le dessinateur découpe les bandes à chaque édition, les scinde en deux, puis les colle par série de trois dans un cahier d'écolier afin de composer le futur album. Le dernier strip de l'aventure, numéroté H177, paraît le 22 mai 1942.
L'album est édité chez Casterman au mois de septembre 1942. À la demande de l'éditeur, il adopte un format de 62 planches. L'Étoile mystérieuse est d'ailleurs le premier album de la série publié directement en couleur. Les 177 bandes quotidiennes de la publication originale n'étant pas suffisantes pour remplir les 62 pages de l'album, Hergé ajoute de grands panneaux d'une demi-page, comme la représentation du télescope de l'observatoire à la troisième planche. Concernant le titre de l'album, Hergé hésite entre L'Étoile mystérieuse et L'Aérolithe mystérieux. C'est finalement Casterman qui choisit la première option. De même, alors qu'Hergé voulait inclure une petite étoile dorée à l'intérieur du « o » de « Étoile » sur la page de couverture, l'éditeur refuse, jugeant le coût trop onéreux.
Lors d'une réédition de l'album en 1954, après avoir été inquiété pour collaborationnisme à la Libération, Hergé modifie l'album pour en gommer l'antiaméricanisme (l'expédition concurrente américaine vient désormais du Sao Rico, un pays fictif) et en atténuer l'antisémitisme, en changeant le nom juif du financier de l'organisation rivale,.

### Parutions en feuilleton dans la presse

#### Pendant la Seconde Guerre mondiale

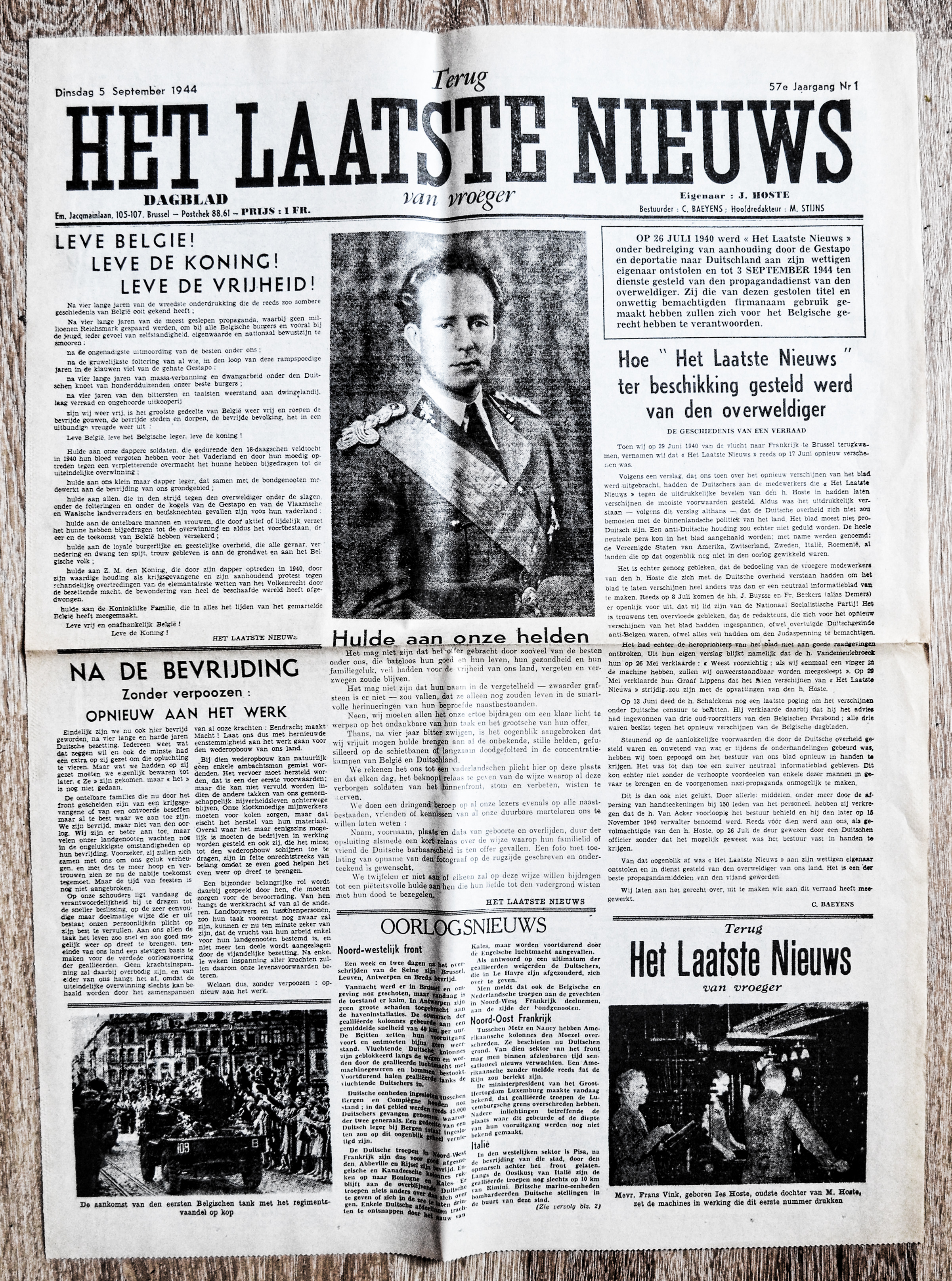
L'Étoile mystérieuse paraît en flamand dans Het Laatste Nieuws.

Comme les précédentes aventures, L'Étoile mystérieuse paraît en France dans le magazine hebdomadaire Cœurs Vaillants, à partir du 6 juin 1943. Plusieurs spécialistes de l'œuvre d'Hergé, comme Gaëtan Laloy, mettent en doute la paternité des dessins parus, et considèrent qu'ils sont l'œuvre d'un exécutant chargé par le journal de décalquer l'album en couleurs,. Cette hypothèse est plausible dans la mesure où le contexte d'occupation allemande rend difficile le fait d'envoyer les planches originales de l'autre côté de la frontière. À partir du 19 décembre 1943, les planches sont diffusées en couleurs des planches, un travail assuré par l'équipe de Cœurs Vaillants. La publication du récit s'achève dans le numéro du 20-27 février 1944, le journal paraissant alors à un rythme bimensuel.
En Suisse, l'histoire paraît, comme les précédentes, dans les pages de L'Écho illustré. Elle y est diffusée du 15 mai au 11 décembre 1943 sous le titre Tintin en Arctique, le journal prenant soin de toujours faire figurer le nom du héros dans le titre du récit. Après Tintin au Congo, Tintin en Amérique et L'Oreille cassée, L'Étoile mystérieuse est la quatrième aventure de Tintin à être adaptée en flamand : elle parait dans les colonnes du quotidien Het Laatste Nieuws à partir du 1er septembre 1943 et jusqu'au 24 mai 1944 sous le titre De geheimzinnige ster,. La reproduction des planches de l'aventure dans ce quotidien est assurée par des copies de sécurité effectuées en 1942 par Hergé ou l'un de ses collaborateurs, les bandes réalisées dans Le Soir ayant été découpées et remontées pour la confection de l'album. Le 27 octobre, Mark F. Belloy, traducteur de l'aventure pour Het Laatste Nieuws, prend l'initiative de rebaptiser Tintin en « Kuifje », c'est-à-dire « houppette », avec l'accord de Hergé. Le 12 août 1943, la diffusion de L'Étoile mystérieuse commence dans l'hebdomadaire portugais O Papagaio, qui assure la publication des aventures du héros dans ce pays depuis 1936. Elle se poursuit jusqu'au 16 août 1945, soit sur plus de deux années.

#### Après 1945
Après la fin de la Seconde Guerre mondiale, les Aventures de Tintin sont diffusées à travers le monde entier, que ce soit dans des titres de presse de renommée nationale ou des journaux au tirage plus modeste. Elle est notamment reprise dans les différentes versions du magazine Tintin, notamment en Suisse dans la version francophone Rataplan et la version germanophone Tim entre 1963 et 1965, en Égypte en 1975, puis au Portugal entre le 5 mars et le 24 septembre 1977. 
En France, L'Étoile mystérieuse est ainsi reprise du 13 novembre 1949 au 14 janvier 1951 dans l'hebdomadaire La Vie catholique illustrée, fondé par Georges Hourdin, au rythme d'une planche par semaine. Elle est également publiée en feuilleton dans plusieurs quotidiens régionaux comme La Voix du Nord en 1958, Le Républicain lorrain en 1959, L'Est républicain en 1960, Le Méridional en 1962, Le Berry républicain, Centre Presse et L'Oise-Matin en 1961, Le Bien public, La Presse de la Manche et Var-Matin en 1979, mais également dans le magazine Elle du 14 janvier 1965 au 24 mars 1966 et dans Télé 7 jours dans sa version en dessin animé le 3 septembre 1966.
En Allemagne, le quotidien Hamburger Abendblatt diffuse plusieurs aventures de Tintin, parmi lesquels Tim und der geheimnisvolle Stern du 11 octobre 1953 au 19 décembre 1954. Elle est également reprise dans le mensuel Deutscher Hausfreund de juin 1956 à août 1957 et le quotidien Berliner Morgenpost du 2 juin 1963 au 9 août 1964, mais c'est aussi la première aventure de la série à être publiée dans Fix und Foxi en 1976. En Suisse alémanique, c'est l'hebdomadaire féminin Schweizer Hausfrau qui assure la diffusion des Aventures de Tintin, et notamment celle de L'Étoile mystérieuse entre 1955 et 1956. En Belgique, l'aventure est la première à être reproduite dans le quotidien germanophone Grenz-Echo, sous le titre Der Geheimnisvolle Stern, entre le 11 août 1956 et le 19 octobre 1957. Plusieurs périodiques de ce pays en assurent une diffusion dans les années qui suivent, notamment La Cité du 14 juillet au 14 novembre 1958, la Gazette de Liége en 1959 et Le Rappel du 6 août au 16 décembre 1960. Aux Pays-Bas, elle fait l'objet d'une diffusion dans l'hebdomadaire Katholieke Illustratie entre 1956 et 1957, tandis qu'elle est la première aventure de Tintin à paraître au Luxembourg dans les pages de l'hebdomadaire Das Familienblatt entre le 16 juin 1956 et le 27 janvier 1959.
L'Étoile mystérieuse paraît en Espagne dans les pages de l'hebdomadaire Blanco y Negro sous le titre La estrela misteriosa, troisième aventure de la série publiée par ce périodique entre le 24 janvier 1959 et le 28 mai 1960. Elle paraît en feuilleton dans plusieurs autres pays européens notamment le Royaume-Uni dans le Daily Mail sous le titre The Shooting Star (28 juillet―15 décembre 1961), l'Irlande dans The Irish Times (4 novembre 1961―27 mars 1962, la Suède dans Året Runt (1959), la Grèce dans Πρώτο (Proto) (1964-1965) et le Danemark dans différents périodiques, à savoir Aalbord (Søndags) Stiftstidende (13 juin 1976―18 septembre 1977), Århus Stiftstidende (12 décembre 1971―11 février 1973) et Politiken (9 février―6 juillet 1959).
L'aventure polaire bénéficie d'une diffusion sur d'autres continents, en premier lieu au Congo belge, L'Étoile mystérieuse étant le seul épisode de la série publié par l'hebdomadaire dominical catholique La Croix du Congo, du 20 mai 1956 au 21 juillet 1957. En Égypte, la revue Samir la diffuse du 26 novembre 1961 au 18 mars 1962. En Australie, elle est la première à être diffusée dans The Canberra Times entre le 14 septembre 1965 et le 13 juin 1966. À Maurice, La Vie catholique diffuse l'aventure du 11 mai 1969 au 19 juillet 1970, mais elle est également publiée au Koweït dans Saad en 1972, en Argentine dans la revue Billiken du 28 janvier au 19 août 1974 et en Thaïlande dans le magazine Viratham entre 1969 et 1970 puis dans KongNa RaRoeng en 1976.

### Traductions des albums
L'Étoile mystérieuse bénéficie par ailleurs de nombreuses traductions. En 1960, l'album est publié en Espagne aux éditions Juventud, ainsi qu'en Suède chez Bonnier, puis l'année suivante au Royaume-Uni chez Methuen. La même année, il est l'un des quatre titres publiés au Brésil aux éditions du Flamboyant. En 1989, la traduction en italien est publiée. En 1993, l'album est traduit en basque, puis en arabe en 1997, mais également en hongrois en 2008 et en roumain en 2012.
L'album est aussi l'objet d'une traduction en picard en 2007 par Jacques Dulphy et Jean-Luc Vigneux sous le titre Ch'cailleu d'étoéle.

## Analyse

### Structure narrative

#### Habitudes graphiques et scénaristiques
Fidèle à ses habitudes, Hergé reprend dans L'Étoile mystérieuse un certain nombre de ses codes narratifs et graphiques. Ainsi, comme dans de nombreux albums, le récit s'ouvre par une scène de promenade : dès la première case, on y voit Tintin et Milou déambulant dans un décor « dépouillé mais réaliste ». De même, bien que les deux personnages s'étonnent de la chaleur anormale pour cette saison, aucune indication chronologique ni temporelle ne figure dans cet incipit, de sorte que le récit s'inscrit dans une certaine universalité. De manière à ménager le suspense, la dernière case de la première planche illustre un « mouvement suspendu ». Des gouttelettes de surprise entourent le visage de Tintin : ce procédé est l'un des signes graphiques privilégiés par Hergé dans ses albums.
Cette tension est permanente tout au long du récit, notamment par les dangers que court successivement l'expédition, mais également par la présence du prophète Philippulus : bien que finalement décrit comme un fou échappé de l'asile, il contribue à installer l'atmosphère apocalyptique et eschatologique qui imprègne l'album,. En contrepoids de cette tension permanente, l'humour est omniprésent. L'un des procédés les plus souvent utilisés par le dessinateur consiste en un enchaînement de vignettes qui présentent un démenti : ce qui survient dans la deuxième vignette illustre ou contredit ce qui est dit dans la première. Il en est ainsi de Milou dans la première planche, qui conseille sagement à son maître de regarder devant soi au lieu de faire des vœux : c'est cependant Milou, dans la case suivante, qui heurte un poteau. Employant souvent la caricature, Hergé appuie les grimaces de ses personnages pour susciter le rire du lecteur. À titre d'exemple, le teint verdâtre des membres de l'expédition scientifique trahit à l'excès leur mal de mer alors que l'Aurore doit affronter une mer agitée.

#### Hergé et les sciences

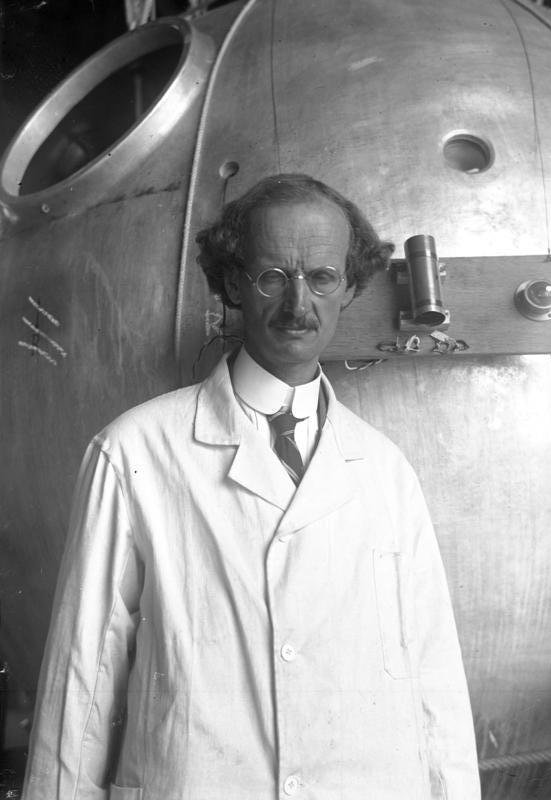
Auguste Piccard, dont les traits sont repris pour le dessin du professeur Björgenskjöld.

Plusieurs éléments du scénario de L'Étoile mystérieuse constituent des renvois aux précédents albums de la série. En premier lieu, la figure du savant revient fréquemment dans l'œuvre d'Hergé. Après l'égyptologue Philémon Siclone dans Les Cigares du pharaon et le sigillographe Nestor Halambique dans Le Sceptre d'Ottokar, c'est cette fois l'astronome Hippolyte Calys qui joue un rôle majeur dans l'aventure. Comme les précédents, le professeur Calys reprend plusieurs stéréotypes de la figure du savant qui se retrouvent chez la plupart des auteurs de bande dessinée du XXe siècle : présenté comme un éternel distrait, indifférent aux évènements du quotidien, sa tenue vestimentaire souvent désuète, voire négligée, souligne le fait qu'il « n'appartient pas à son époque [et] qu'il est en quelque sorte détaché du contexte historique et social immédiat dans lequel il évolue ». Le critique Jan Baetens voit également dans le personnage d'Hippolyte Calys une préfiguration de celui du professeur Tournesol, qui interviendra deux albums plus tard, dans Le Trésor de Rackham le Rouge, et qui sera le seul savant à s'installer durablement dans la série. Du point de vue de l'onomastique, leur nom suit la même structure phonique (l'allitération de Tryphon Tournesol répondant à celle d'Hippolyte Calys), mélange des éléments français et grecs et s'inspire du monde végétal (le tournesol et le calice). Par ailleurs, Jan Baetens s'appuie sur la structure de L'Étoile mystérieuse et d'Objectif Lune, dans lesquels ils retrouvent de nombreuses similitudes, pour considérer que les deux figures se superposent. Frédérique Remy constate néanmoins que le personnage du scientifique suédois Erik Björgenskjöld, membre de l'expédition polaire, est inspiré physiquement du physicien Auguste Piccard, qui servira de modèle au professeur Tournesol. Un autre scientifique de l'expédition, Paul Cantonneau, réapparaitra dans le diptyque Les Sept Boules de cristal / Le Temple du Soleil.

#### L'île, lieu symbolique et motif récurrent
Enfin, à travers les îles, Hergé convoque un lieu symbolique et récurrent dans les récits d'aventure. Après l'île hantée que constituait L'Île Noire, qui servait de repaire à un groupe de faux-monnayeurs et abritait un gorille dont les cris effrayaient les habitants de la côte, le dessinateur dresse cette fois le portrait d'une île éphémère, littéralement tombée du ciel au milieu de l'océan Arctique. À ces deux premières apparitions succèdera plus tard l'île engloutie par une éruption volcanique de Vol 714 pour Sydney. La mer est d'ailleurs l'un des thèmes favoris d'Hergé : à l'exception de Tintin au pays des Soviets, elle est présente dans les quinze premiers albums de la série, de façon plus ou moins prononcée. C'est dans L'Étoile mystérieuse qu'elle devient réellement omniprésente et pour Tintin, qui avant cela, a déjà parcouru quatre continents, elle reste le seul espace encore vierge et inexploré, ce qu'il évoque lui-même en se tenant debout à l'avant du navire aux côtés de Milou : « Quel air pur on respire ici !… L’air vivifiant du large. Un air qui n’a pas encore été respiré par d’autres hommes. Fais comme moi, Milou. Respire fort. Remplis tes poumons d’air pur. »

#### L'irruption du fantastique

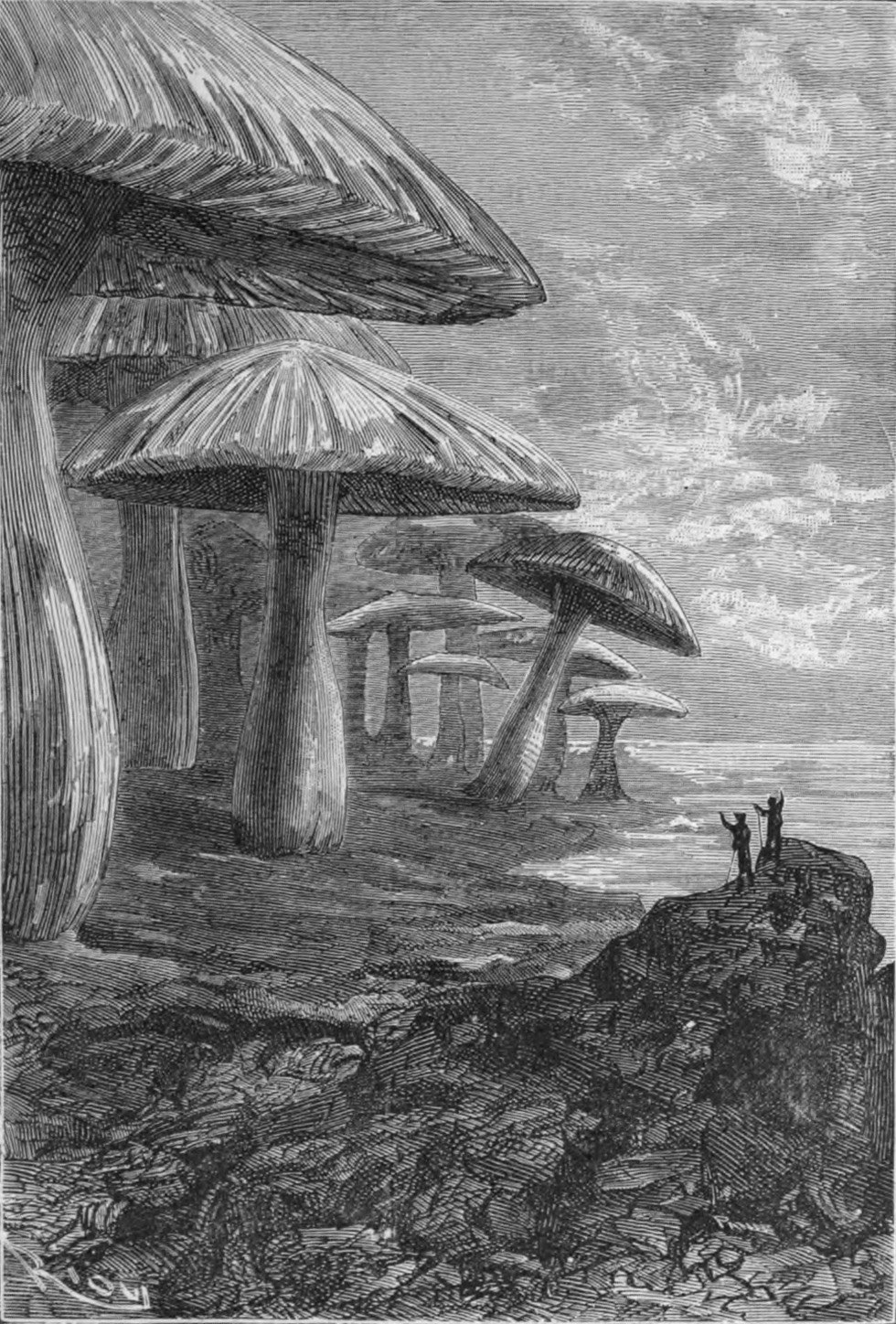
Comme les héros du Voyage au centre de la Terre de Jules Verne, Tintin est confronté à des champignons géants.

Le fantastique est présent dès les premières aventures de Tintin, notamment par l'intermédiaire des fakirs dans Les Cigares du pharaon ou Le Lotus bleu, mais il se retrouve pour la première fois au cœur du récit avec L'Étoile mystérieuse. Le thème de la voyance, qu'Hergé aborde ici à travers le prophète Philippulus qui annonce l'araignée géante que rencontre Tintin à la fin de l'album, apparaît pour la première fois au début du Lotus Bleu, lorsque le fakir Cipaçalouvishni prédit à Tintin les différents ennuis qu'il va rencontrer au cours de l'album,.
L'auteur va plus loin avec L'Étoile mystérieuse dans la mesure où l'album décline en effet le motif principal du fantastique qu'est l'hésitation entre le naturel et le surnaturel, selon la définition qu'en donne Tzvetan Todorov, et c'est principalement sur la figure de l'araignée, présente du début à la fin du récit, « surgissant au moment où on l'attend le moins », que repose le fantastique. Elle apparaît dès les premières pages de l'album, dans l'atmosphère oppressante qui fait naître l'imminence de la catastrophe, lorsque Tintin jette un coup d'œil dans le télescope sur les conseils du directeur de l'Observatoire. Pour Philippe Marion, l'utilisation du télescope possède « une dimension quasi emblématique en ce qu'elle désigne un des ressorts principaux du fantastique : la suspension des barrières entre le lointain et le proche, l'univers et le terrestre ». À ce titre, François Flahault relève également un jeu sémantique : le télescope révèle un corps céleste dont on attend précisément qu'il télescope la terre, et « ce futur imminent agit déjà dans le présent : le spectacle est traumatique ».

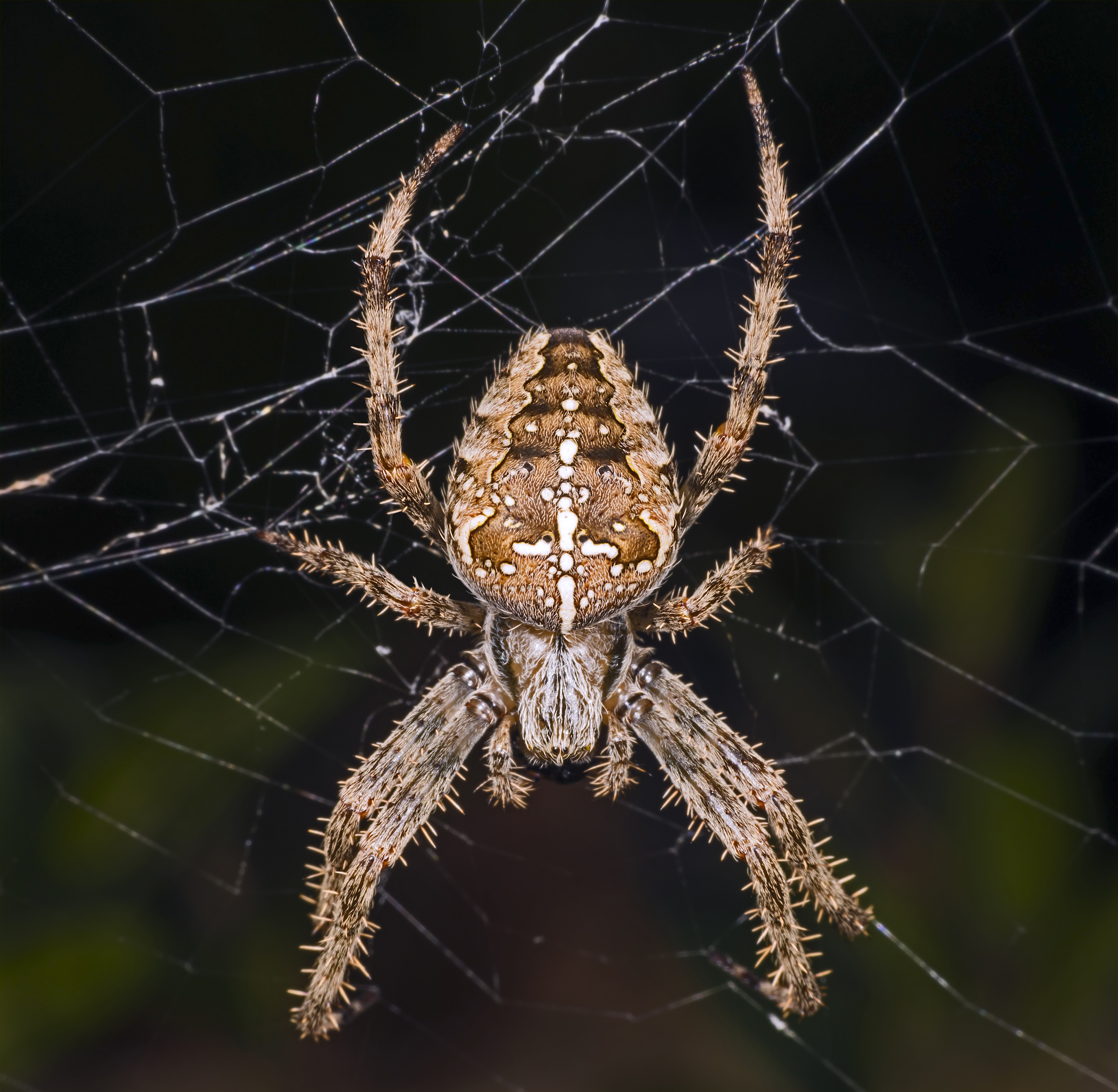
Une épeire diadème, annoncée comme le châtiment.

Dans la neuvième planche, Tintin reçoit en rêve la visite du prophète Philippulus qui lui annonce le châtiment à venir, sous les traits d'une énorme araignée. Celui-ci déploie devant lui l'image d'une énorme épeire diadème. À son réveil, Tintin est conscient de ce rêve cauchemardesque et n'y accorde aucun caractère prémonitoire, un caractère qu'il est impossible de confirmer quand Tintin rencontre effectivement cette araignée à la fin de l'album, comme le souligne Vanessa Labelle : « parvenu sur l'aérolithe, Tintin s'endort. Rêve-t-il à nouveau ? Les pommes géantes, les champignons énormes à la Jules Verne et l'araignée gigantesque sont-ils réels ou sont-ils le fruit de son imagination ? » Le doute subsiste chez le lecteur, ce qui place encore une fois ce récit du côté du fantastique. De même, Vanessa Labelle affirme que la fin de l'album fait basculer le récit dans l'étrange, au sens où l'entend Tzvetan Todorov : les phénomènes surnaturels trouvent une interprétation rationnelle, dans la mesure où c'est le métal inconnu, le calystène, qui est jugé responsable du grossissement des objets.
Selon Sylveline Bourion, dès sa première apparition à travers la lunette du télescope, l'araignée est associée à une apocalypse collective « dont le centre de gravité ira se précisant autour du personnage principal à mesure que l'aventure progressera ». Ainsi, le gigantisme de cette araignée « vient confiner à un espace clos dont la charge est celle de la menace, de l'emprisonnement, de l'anéantissement », que représente l'aérolithe sur lequel Tintin prend pied et dont la surface émergée rétrécit à mesure que les eaux montent. Jean-Marie Apostolidès suggère que le mouvement de personnalisation à l'œuvre dans cette aventure reproduit à petite échelle la progression générale de l'ensemble de la série qui « accomplit, quelque part autour de l'arrivée du capitaine dans la vie du héros, un glissement de l'épopée vers le roman ».
Dans L'Étoile mystérieuse, Tintin, personnage plein de maîtrise, d'assurance et de courage, est cette fois sous l'emprise d'une expression de panique anormale pour le lecteur. Dans la première partie du récit, le grossissement de l'étoile et la possible collision avec ce corps céleste font naître chez lui une angoisse qui ne cesse de croître au fil des pages. Cette peur du héros, montrée avec insistance, communique au lecteur une sorte de malaise. Pour Philippe Marion, professeur à l'Université catholique de Louvain, « la spectaculaire angoisse de Tintin équivaut à une sorte de transgression de l'image stable et familière du héros hors d'atteinte ».

### Lecture politique et philosophique

#### Un récit pro-allemand

Le drapeau fictif du Sao Rico.

Le tintinophile Albert Algoud note un parallèle entre l'apocalypse annoncée dans l'album et le contexte historique de sa publication : selon lui, le cataclysme de L'Étoile mystérieuse est une métaphore de la Seconde Guerre mondiale et reflète le choc de la population à l'annonce de la guerre : « la nuit nazie et son obscurantisme sinistre s'étendent sur presque toute l'Europe ». Pour autant, Benoît Peeters, spécialiste de l'œuvre d'Hergé, juge que cette aventure constitue la « pièce à charge majeure » contre le dessinateur.
Cet album lui vaut en effet un grand nombre de critiques, notamment par son ancrage dans la réalité de son époque. Alors que la parution de l'histoire dans les colonnes du Soir coïncide avec l'entrée en guerre des États-Unis, la composition des deux groupes qui s'affrontent dans la quête de l'aérolithe n'est pas neutre. Autour de Tintin, l'expédition financée par le « Fonds européen de recherches scientifiques » réunit des scientifiques issus de pays neutres ou favorables à l'Allemagne (un Suisse, un Suédois, un Portugais, un Espagnol et un Allemand) cependant que leurs ennemis, à bord du Peary, arborent un drapeau américain. Pour l'historien Pascal Ory, « qu'Hergé le veuille ou non, ce thème d'une Europe soigneusement triée, repris fréquemment par la presse collaborationniste, a, en 1942, un sens politique très précis », une analyse que rejoint Pierre Assouline qui estime que « cette dualité n'est évidemment pas innocente ».

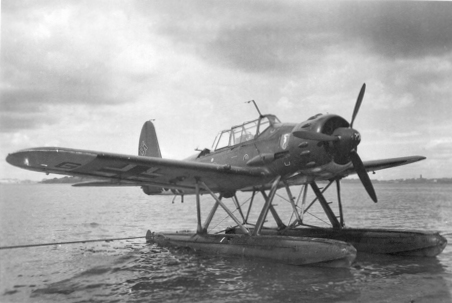
L'hydravion allemand Arado Ar 196 est reproduit dans l'album.

Benoît Peeters rapporte un autre élément : tandis que la présentation des Américains dans l'album est « plus que tendancieuse », l'hydravion utilisé par Tintin pour aborder l'aérolithe est un Arado Ar 196, qui était alors considéré comme la fierté de l'armée allemande et la « terreur des sous-marins alliés ». C'est donc bien une guerre, certes scientifique, que se livrent « bons Européens [...] et méchants Américains ». Pierre Assouline considère qu'en conférant le mauvais rôle à ces derniers, Hergé « leur fait [...] perdre la guerre par anticipation » et se place ainsi en parfaite adéquation avec les pages politiques du quotidien dans lequel il publie.
Ce traitement à charge des Américains est à l'origine de vives tensions entre Hergé et son frère Paul Remi, détenu en Allemagne comme prisonnier de guerre pendant cette période. Un témoignage de l'un de ses compagnons de captivité, Albert Dellicour, rapporte que Paul Remi est devenu « vert de rage », au même titre que les autres prisonniers, en découvrant la bande dessinée de son frère dans un exemplaire du Soir parvenu jusqu'au camp, en particulier la scène où le canot des « mauvais » se dirige vers l'aérolithe en arborant le drapeau américain. Par la suite, cet incident marque durablement les relations entre les deux frères.
Soucieux d'atténuer le malaise suscité par ses choix, Hergé profite d'une réédition de l'album en 1954 pour remplacer le drapeau américain par celui d'un État fictif, le Sao Rico.

#### Accusations d'antisémitisme
Plus encore que le traitement des Américains, les critiques à l'égard de cette œuvre portent sur les nombreux éléments à caractère antisémite qu'elle contient. Non seulement le riche banquier dénué de tout scrupule qui soutient l'expédition américaine porte un patronyme à consonance juive, « Blumenstein », mais celui-ci est dessiné selon les codes des caricatures antisémites de cette époque. En 1954, lors de la réédition de l'album, Hergé abandonne ce nom « trop lourd à porter », à la demande de Casterman. Il choisit celui de « Bohlwinkel », qui vient d'un mot bruxellois, « bollewinkel », qui signifie « boutique de confiserie ». Pour autant, cela ne suffit pas à atténuer les critiques car Hergé finit par apprendre que ce nom est lui aussi un véritable patronyme juif. En 1959, quand le dessinateur dresse une liste des nouvelles corrections à apporter dans les différents albums, il y inscrit le nez de monsieur Bohlwinkel. Pour autant, cette correction n'est pas effectuée et les dessins ne seront jamais retouchés.
Par ailleurs, deux cases parues initialement dans Le Soir avaient été retirées dès la première édition de l'album en raison de leur caractère antisémite. Tandis que le prophète Philippulus poursuit Tintin en annonçant la fin du monde, les deux personnages passent devant un magasin tenu par deux Juifs caricaturaux et portant l'enseigne « Levy ». En entendant les propos du prophète, le premier commerçant déclare : « Tu as entendu, Isaac ? La fin du monde ! Et si c'était vrai ? ». Le second, se frottant les mains, lui répond : « Hé ! Hé ! Ce serait une bonne bedide avaire, Salomon ! Che tois 50 000 Frs à mes vournizeurs…Gomme za, che ne tefrais bas bayer. »,,.
Face aux accusations d'antisémitisme, Benoît Peeters juge la défense d'Hergé insuffisante, et considère que « si [l'auteur] ignorait la solution finale lorsqu'il dessinait L'Étoile mystérieuse, il ne pouvait, en revanche, pas manquer de connaître les mesures antisémites promulguées à cette époque ».

#### Un cataclysme plus religieux que scientifique
L'annonce du châtiment intervient dès l'entrée de Tintin dans l'Observatoire, à travers le personnage de Philippulus qu'il croise dans ses couloirs. Le professeur Calys lui-même, répondant aux questions de Tintin, annonce la fin du monde, une « expression plus religieuse que scientifique », comme le souligne François Flahault. C'est pourtant bien Philippulus qui « convoque autour de celle-ci un langage biblique », en arpentant les rues vêtu d'une toge blanche et frappant un gong. À travers son discours de pénitence, il évoque la toute-puissance divine : la collision entre l'aérolithe et la Terre ne serait autre chose que l'expression de la colère de Dieu. Parmi les passants qu'il apostrophe, seul Tintin semble se moquer du prophète, au point de lui verser un broc d'eau sur la tête quand celui-ci vient rappeler le châtiment sous sa fenêtre. Le cauchemar que Tintin réalise ensuite renvoie à leur première rencontre : l'intrusion du prophète au domicile de Tintin constitue une réplique de la propre intrusion du héros dans l'Observatoire, lorsqu'il déjoue la surveillance du gardien. Le châtiment annoncé par le prophète résonne ainsi comme la punition du comportement de Tintin.
Pour le philosophe Jean-Luc Marion, L'Étoile mystérieuse est donc une « critique […] extrêmement violente de l'expérience religieuse, plus exactement de l'univers judéo-chrétien », dans la mesure où le caractère prophétique des déclarations de Philippulus et l'hypothèse de la fin du monde sont tournés en dérision. En ce sens, il pourrait figurer comme « le point du plus grand éloignement d'Hergé par rapport à la foi chrétienne […] de ses débuts », de sorte que l'album se trouve être, selon le philosophe, l'exact opposé de Tintin au Tibet, paru en 1960.
Jean-Luc Marion établit un certain nombre de similitudes entre les deux aventures : l'avion écrasé au Tibet rappelle l'hydravion sauveur de L'Étoile mystérieuse et, dans les deux cas, l'appareil échoue dans « un désastre de fin du monde : soit épave dans la neige, soit esquif dans le naufrage de l'aérolithe devenu une île provisoire ». Par ailleurs, les deux intrigues reposent dans la quête d'une chose perdue, qu'il s'agisse du métal inconnu ou de l'ami de Tintin. Tous deux sont retrouvés in extremis par Tintin à la fin de l'aventure, mais alors que la démarche du héros dans les montagnes himalayennes s'apparente à une quête spirituelle et à une œuvre désintéressée, la recherche de l'aérolithe ne dessert que l'ambition personnelle du professeur Calys, dont l'ego est le véritable moteur de l'aventure.
Benoît Peeters note que la référence biblique à l'Apocalypse de L'Étoile mystérieuse s'inscrit dans un contexte plus global : à cette période, la production d'Hergé comporte de nombreuses références théologiques, à savoir une sorte d'Exode dans Le Crabe aux pinces d'or, et plusieurs allusions bibliques dans le diptyque formé par Le Secret de La Licorne et Le Trésor de Rackham le Rouge, ce qui est probablement dû au rapprochement d'Hergé avec le scénariste et dessinateur Jacques Van Melkebeke.

## Autour de l'album

### Adaptations
L'Étoile mystérieuse fait partie des huit albums des Aventures de Tintin qui sont adaptés dans la série animée produite par les studios Belvision à partir de 1959. Cette série, réalisée par Ray Goossens d'après un scénario de Greg, est diffusée sous la forme des onze épisodes quotidiens de cinq minutes. 
En 1992, une deuxième série animée basée sur les Aventures de Tintin est produite, cette fois en collaboration entre le studio français Ellipse et la société d'animation canadienne Nelvana, tous deux spécialisés dans les programmes pour la jeunesse. L'Étoile mystérieuse est contée en un seul épisode de 20 minutes, le quatorzième, tandis que la plupart des albums s'étalent sur deux épisodes. Cette adaptation, réalisée par Stéphane Bernasconi, est reconnue pour être « généralement fidèle » aux bandes dessinées originales, dans la mesure où l'animation est directement appuyée sur les panneaux originaux d'Hergé.

### Postérité

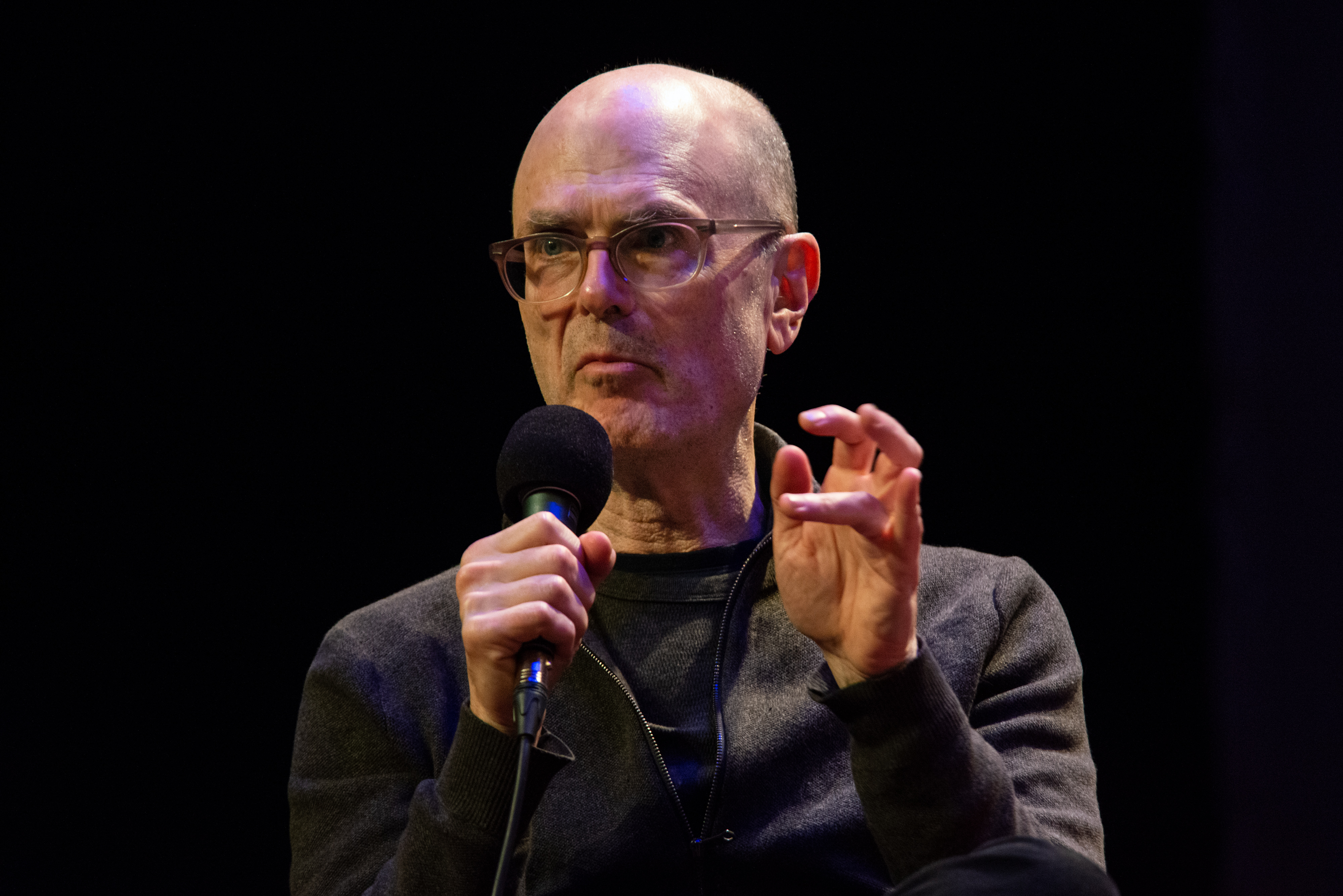
Le dessinateur américain Charles Burns s'inspire de L'Étoile mystérieuse.

En 2010, l'auteur de bande dessinée américain Charles Burns publie Toxic, un roman graphique qui multiplie les références à Hergé, et en particulier à L'Étoile mystérieuse. Le héros de ce récit découvre des œufs blancs avec des taches rouges semblables aux champignons dessinés par Hergé. Ces œufs sont d'ailleurs repris sur la couverture du livre,.
En 2015, la couverture originale de l'album est vendue pour 2,5 millions d'euros, dans le cadre du Brafa, une importante foire d'antiquités et d'objets d'art. En 2019, une planche dessinée à l'encre de Chine de L'Étoile mystérieuse est mise aux enchères par la maison Piasa. Celle-ci revêt la particularité de contenir des traces de sang d'Hergé, le dessinateur s'étant blessé avec un compas lors de son élaboration,. La planche est finalement vendue pour 400 000 euros.